# Macrognathus maculatus
Macrognathus maculatus is een straalvinnige vissensoort uit de familie van de stekelalen (Mastacembelidae). De wetenschappelijke naam van de soort is voor het eerst geldig gepubliceerd in 1832 door Cuvier.